# Brother Theodore
Brother Theodore, eigentlich Theodore Gottlieb (* 11. November 1906 in Wien; † 5. April 2001 in New York City) war ein US-amerikanischer Schauspieler und Komiker mit deutsch-jüdischen Wurzeln.

## Biografie
Als Sohn aus gutem und einflussreichem Hause wuchs Brother Theodore sehr behütet in Düsseldorf auf und studierte in Köln. Die Gottliebs waren damals bekannte Verleger und gut befreundet mit dem Physiker Albert Einstein, der 1926 für drei Wochen zu Besuch bei den Gottliebs war. In den 1930er-Jahren wurde das Glück der jüdischen Familie durch die Nazi-Herrschaft beendet. Theodore überlebte als einziger seiner Familie das KZ Dachau. Er floh mit der Hilfe von Albert Einstein in die USA, wo er sich als Hausmeister an der Stanford University seinen Lebensunterhalt verdiente und bald heiratete. Nach sieben Jahren Armut wurde er von seiner Frau verlassen, die den gemeinsamen Sohn mit sich nahm.
In den späten 1940er-Jahren trat Theodore das erste Mal vor Publikum auf und in den 1950er-Jahren war er bereits ein bekannter Bühnenkomiker. Es folgten Auftritte in Kurzfilmen und TV-Serien. In seinem letzten Film „The 'Burbs“ (Meine teuflischen Nachbarn) spielte er an der Seite von Tom Hanks und Carrie Fisher.

## Filmografie
- 1946: The Stranger
- 1946: So Dark the Night
- 1947: The Lone Wolf in Mexico
- 1947: Fall Guy
- 1947: The Black Widow
- 1970: Horror of the Blood Monsters
- 1976: Gang Wars
- 1976: Apple Pie
- 1976: Gums
- 1977: The Hobbit
- 1979: Dracula auf Abwegen (Nocturna)
- 1980: The Return of the King
- 1982: The Billy Crystal Comedy Hour
- 1982: Das letzte Einhorn (The Last Unicorn)
- 1984: A Soldier’s Tale
- 1988: The Invisible Kid
- 1989: That’s Adequate
- 1989: Meine teuflischen Nachbarn (The Burbs)